# مارک رکی
مارک رکی (انگلیسی: Mark Recchi؛ زادهٔ ۱ فوریهٔ ۱۹۶۸) بازیکن هاکی روی یخ اهل کانادا است.
وی همچنین برندهٔ جوایزی همچون تالار افتخارات هاکی و جام استنلی شده‌است.
از باشگاه‌هایی که در آن بازی کرده‌است می‌توان به مونترآل کانادینز، فیلادلفیا فلایرز، تمپا بی لایتنینگ، و کارولینا هوریکانز اشاره کرد.